# Niwień

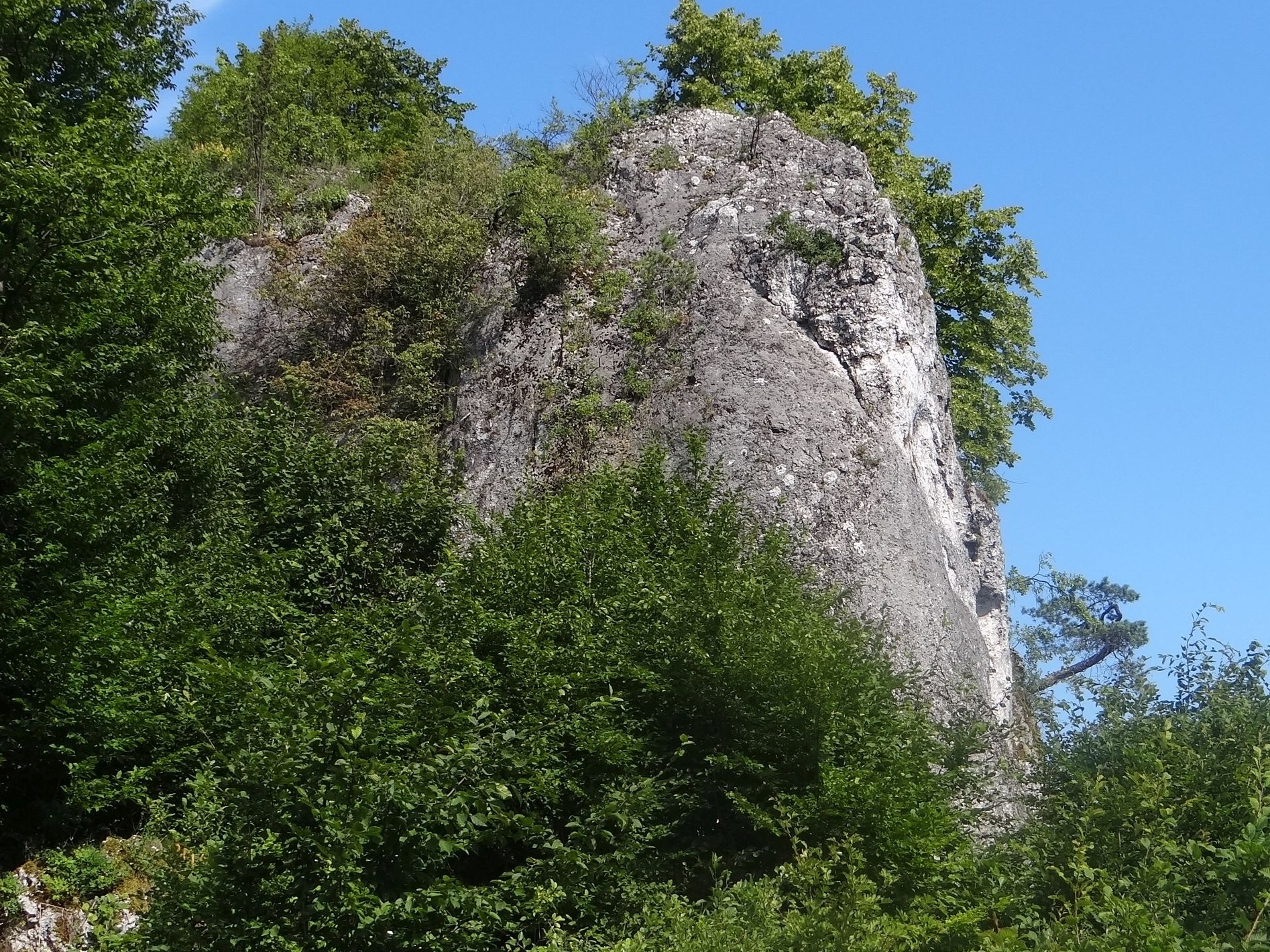
Widok od zachodu

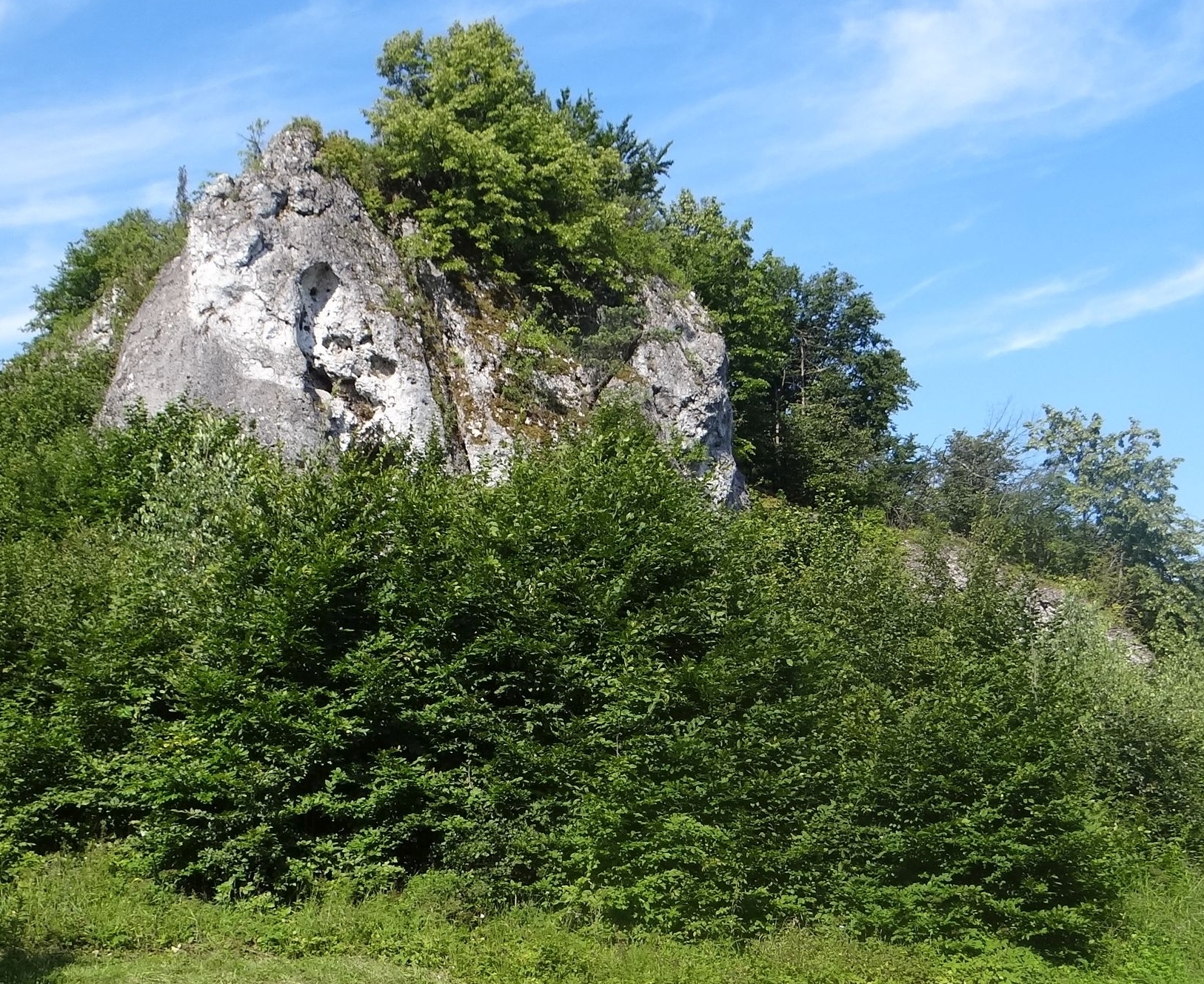

Niwień – skała w miejscowości Śrubarnia w województwie śląskim, w powiecie zawierciańskim, w gminie Ogrodzieniec. Znajduje się na granicy lasu i pól uprawnych po zachodniej stronie zabudowań tej miejscowości. Przez wspinaczy skalnych zaliczana jest do Ryczowskiego Mikroregionu Skałkowego na Wyżynie Częstochowskiej. Na niektórych mapach opisana jest jako Niwiana.
Skała zbudowana jest z wapieni. Znajduje się na terenie dawniej otwartym, ale obecnie w dużym już stopniu zarośniętym podrostami drzew i krzewów. Ma długość około 90 m i wysokość do kilkunastu metrów, Ściany w większości połogie, częściowo zarastające. Występują w nich takie formacje skalne, jak: filar, komin i zacięcie. Na ścianach o wystawie wschodniej, północno-wschodniej i południowo-wschodniej można uprawiać wspinaczkę skalną. Jest 9 łatwych dróg wspinaczkowych (o trudności IV – VI+ w skali trudności Kurtyki). Mają zamontowane tylko stanowiska zjazdowe (st) i jeden ring (r).
Obok skały prowadzi zielony szlak turystyczny oraz szlak rowerowy.

## Drogi wspinaczkowe
1. Środek płytki; VI, st, 12 m
2. Lewy filar Niwienia; IV, st, 12 m
3. Lewa ścianka; V+, st, 12 m
4. Lewy filar grotki; IV, st, 12 m
5. Przez grotkę; V, st, 12 m
6. Prawy filar grotki; V, 12 m
7. Prawy filar Niwienia; VI, 12 m
8. Prawa ścianka; VI+, 1r + st, 12 m
9. Okapik niwieński; VI.1, st, 12 m[3].